# Carbon (programmering)
 For alternative betydninger, se Carbon (flertydig). (Se også artikler, som begynder med Carbon)
Carbon er et proceduralt API til programmering af brugergrænseflader, programtråde, filhåndtering og lignende. Carbon er primært til anvendelse i C, men har også interfaces til mange andre sprog – bl.a. Ada, Pascal osv.

## Rolle i Mac OS
Carbon kan anvendes i både de klassiske Mac OS styresystemer, samt Mac OS X. Det er derfor den nemmeste og hurtigste måde at skabe programmer, der kan anvendes på begge platforme uden problemer. Carbon er ligestillet med Cocoa i Mac OS X, og anses for nogle for at være en anelse hurtigere, når programmet eksekveres – men til gengæld langsommere, når programmet udvikles, da Cocoa mestendels objektorienterede fremgang synes tættere på den virkelige verdens abstraktion end Carbons procedurale.

## Standarder
Som Cocoa, gælder Apple's Human Interface Guidelines for Carbon.